# Robin Gosens
Robin Everardus Gosens (* 5. Juli 1994 in Emmerich am Rhein) ist ein deutsch-niederländischer Fußballspieler und Podcaster. Der linke Außenverteidiger steht seit August 2024 bei der AC Florenz unter Vertrag.

## Hintergrund
Gosens wurde im niederrheinischen Emmerich am Rhein an der niederländischen Grenze geboren und wuchs im Stadtteil Elten auf. Elten hatte von 1949 bis 1963 unter niederländischer Verwaltung gestanden und ging dann wieder zurück an Deutschland. Viele der älteren Einwohner von Elten besitzen jedoch noch immer die Staatsangehörigkeit des Nachbarlandes und so ist auch der Vater von Gosens niederländischer Staatsbürger. Laut eigenen Aussagen ist der Vater aber nur „Papier-Holländer“, „deutsch aufgewachsen“ und besitzt „eigentlich wenig Bezug“ zu den Niederlanden.
2023 schloss Gosens erfolgreich ein vierjähriges Studium der Psychologie an der SRH-Fernhochschule Baden-Württemberg mit dem akademischen Grad des Bachelor of Science ab. Seine Spezialisierungen lagen auf der klinischen und der Rehabilitationspsychologie.

## Karriere

### Vereine

#### Jugend im Amateurbereich
Gosens begann im Alter von sechs Jahren bei Fortuna Elten mit dem Fußballspielen. Als D-Junior wechselte er 2007 zum 1. FC Bocholt und in der C-Jugend zum münsterländischen Club VfL Rhede.

#### Durchbruch in den Niederlanden
Im Zuge eines A-Jugend-Spiels mit Rhede fiel er einem Scout des niederländischen Erstligisten Vitesse Arnheim auf, so dass er im Juli 2012 dorthin wechselte. Er wurde von Cheftrainer Peter Bosz für die Position des Linksverteidigers aufgebaut und war zunächst für die U23-Reserve des Vereins vorgesehen. Im Juli 2013 unterzeichnete er einen Profivertrag für die erste Mannschaft von Peter Bosz.
Um Spielpraxis zu bekommen, wurde Gosens im Januar 2014 für die Rückrunde an den Zweitligisten FC Dordrecht ausgeliehen, wo er von der Lokalpresse als „Königstransfer“ angesehen wurde. Wenige Tage später debütierte er in der Eerste Divisie beim 1:1 gegen Excelsior Rotterdam. Bei den Dordrechtern erkämpfte er sich einen Stammplatz – er stand in 11 von 16 Punktspielen in der Anfangself – und wurde dabei überwiegend als defensiver Mittelfeldspieler eingesetzt. Über weite Strecken der Saison war der FC Dordrecht Tabellenführer, belegte zum Ende der Spielzeit allerdings den zweiten Platz und musste somit in die Auf-und-Abstiegs-Play-offs. Dort setzte sich der Verein gegen VVV-Venlo und Sparta Rotterdam durch und kehrte damit nach 19 Jahren Absenz in die Eredivisie zurück. Daraufhin entlieh der FC Dordrecht Gosens erneut. Gosens behielt auch in der höchsten niederländischen Spielklasse seinen Stammplatz, wobei er anfänglich überwiegend im Mittelfeld zum Einsatz kam, ehe er in der Folge häufiger als linker Außenverteidiger spielte. Nach einer Saison stieg der FC Dordrecht wieder aus der Eredivisie ab.
Im Sommer 2015 wechselte Gosens zu Heracles Almelo. Auch in der niederländischen Mittelstadt Almelo in der Region Twente war er Stammspieler und kam abwechselnd auf verschiedenen Positionen zum Einsatz. Über weite Strecken der Saison kämpfte der Verein um die Teilnahme am Europapokal und belegte zum Ende der Saison den sechsten Platz, womit sich Heracles Almelo für die ligainternen Play-offs um die Teilnahme an der UEFA Europa League qualifizierte. Dort setzte sich der Verein zunächst gegen den FC Groningen durch und im Finale wurde schließlich der FC Utrecht bezwungen. Heracles Almelo startete in der dritten Qualifikationsrunde, schied dort allerdings gegen den portugiesischen Vertreter FC Arouca aufgrund der Auswärtstorregel aus. Gosens war auch in der Saison 2016/17 Stammspieler und kam in dieser Saison hauptsächlich als linker Außenverteidiger zum Einsatz. Heracles Almelo bewegte sich in dieser Spielzeit überwiegend im Mittelfeld der Tabelle und wurde zum Saisonende Zehnter.

#### Atalanta Bergamo
Nach zwei Jahren verließ er den Verein und ging in die italienische Serie A zu Atalanta Bergamo. In seiner ersten Saison war Gosens kein Stammspieler und spielte in lediglich 21 von 38 Partien. Dabei kam er oft im linken Mittelfeld zum Einsatz. In der Saison zuvor hatte Atalanta Bergamo sich für die UEFA Europa League qualifiziert. Dort überstand Atalanta Bergamo die Gruppenphase und qualifizierte sich für die Zwischenrunde, in der sie gegen Borussia Dortmund ausschieden. Während dieser Europapokalspiele kam Gosens zu drei Einsätzen, wobei ihm am 23. November 2017 im Gruppenspiel beim FC Everton, welches die Lombarden mit 5:1 gewannen, ein Tor gelang. Im Ligaalltag bewegte sich der Verein über lange Strecken der Hinrunde im Mittelfeld der Tabelle, belegte zum Saisonende allerdings den siebten Platz und qualifizierte sich erneut für die UEFA Europa League, schied allerdings in den Play-offs gegen den FC Kopenhagen aus.
Gosens kam in der Folgezeit in der Serie A zu mehr Einsätzen als in der Vorsaison, wobei er dabei nahezu jedes Mal im linken Mittelfeld spielte. War Atalanta noch nach dem 18. Spieltag auf Platz 11, folgte eine Leistungssteigerung, an deren Ende der dritte Platz und die damit einhergehende Qualifikation für die UEFA Champions League stand. In der Gruppenphase stand der Verein nach drei Niederlagen aus drei Spielen zunächst vor dem Ausscheiden, doch zwei Siege aus den nächsten drei Gruppenspielen bedeuteten für La Dea den Einzug ins Achtelfinale, wo der FC Valencia wartete und gegen die man sich mit zwei Siegen durchsetzen konnte. Wegen der COVID-19-Pandemie fand der Rest des Turniers erst im August 2020 statt, wobei ab dem Viertelfinale jede Runde in einem Spiel entschieden wurde. In der Runde der letzten Acht schied Atalanta Bergamo gegen Paris Saint-Germain aus.
Mittlerweile hatte sich Gosens in der Stammelf etabliert und darin einen festen Platz im linken Mittelfeld. In der Liga stand der Verein derweil ab dem dritten Spieltag durchgehend auf einem Europapokalplatz und wurde erneut Dritter. Auch in der Saison 2020/21 überstand Atalanta die Champions-League-Gruppenphase, schied allerdings im Achtelfinale gegen Real Madrid aus. In der Saison 2021/22 fiel Gosens ab Anfang Oktober 2021 wegen einer Oberschenkelverletzung aus.

#### Inter Mailand
Am 27. Januar 2022 wechselte Gosens innerhalb der Serie A zu Inter Mailand. Die Vereine vermeldeten eine Leihe bis zum Ende der Saison 2021/22 mit einer anschließenden Kaufpflicht, wenn bestimmte Umstände eintreten. Berichten zufolge lief die Leihe jedoch über 18 Monate und die Kaufpflicht griff, sobald Inter in der neuen Spielzeit das erste Pflichtspieltor erzielt. Gosens musste zunächst seine Oberschenkelverletzung auskurieren und kam daher Anfang März 2022 erstmals zum Einsatz. Bis zum Saisonende kam er unter Simone Inzaghi zu 7 Einwechslungen in der Liga. Zum Gewinn der Coppa Italia steuerte er in 2 Spielen einen Treffer bei. Entgegen der offiziellen Verlautbarungen blieb Gosens auch mit dem Beginn der Saison 2022/23 bei Inter Mailand. Am Saisonende erreichte er mit Inter das Finale der Champions League. Die Italiener unterlagen dabei Manchester City mit 0:1.

#### 1. FC Union Berlin
Nach eineinhalb Jahren bei Inter Mailand wechselte Gosens im August 2023 zum Champions-League-Teilnehmer 1. FC Union Berlin. Mit diesem Wechsel erfüllte er sich seinen Bundesliga-Traum. Medienberichten zufolge belief sich die Ablösesumme auf rund 15 Millionen Euro, womit er zum Rekordtransfer vom 1. FC Union Berlin wurde. Zuvor äußerte auch der VfL Wolfsburg Interesse am linken Außenverteidiger.
Am 2. Spieltag gegen den SV Darmstadt hatte Gosens sein Startelf-Debüt und erzielte dabei direkt zwei Tore.

#### AC Florenz
Ende August 2024 kehrte Gosens wieder nach Italien zurück und wechselte zunächst bis zum Ende der Saison 2024/25 auf Leihbasis zur AC Florenz. Uner Raffaele Palladino entwickelte er sich zum Stammspieler und absolvierte 32 Ligaeinsätze (29-mal in der Startelf), wobei er fünf Tore erzielte. Hinzu kamen acht Einsätze und drei Tore in der UEFA Conference League, in der man im Halbfinale an Betis Sevilla scheiterte, sowie ein Einsatz in der Coppa Italia.
Bereits Anfang Mai 2025 hatte die Kaufpflicht nach Bestreiten von 60 Prozent der Pflichtspiele gegriffen, sodass Gosens zur Saison 2025/26 fest verpflichtet wurde.

### Nationalmannschaft
Ende August 2020 wurde Gosens von Bundestrainer Joachim Löw für die Spiele in der Nations League gegen Spanien und die Schweiz für die deutsche A-Nationalmannschaft und somit erstmals für ein deutsches Auswahlteam nominiert. Im Vorfeld hatte Bondscoach Ronald Koeman ihm ebenfalls eine Nominierung für die niederländische A-Auswahl in Aussicht gestellt, die der Spieler ablehnte.
Am 3. September 2020 gab Gosens beim 1:1 gegen Spanien sein Debüt, bei dem er die vollen 90 Minuten spielte und dabei die 1:0-Führung vorbereitete. Am 19. Mai 2021 wurde er vom Bundestrainer für den Kader für die EM 2021 nominiert. Am 7. Juni 2021 gelang Gosens im letzten Spiel vor der Europameisterschaft beim 7:1-Sieg gegen Lettland mit dem Treffer zum 1:0 sein erstes Länderspieltor. Am 19. Juni 2021 schoss er beim 4:2-Sieg in der Gruppenphase des Turniers gegen Portugal ein Tor, leistete zwei Vorlagen und wurde zum Spieler des Spiels gewählt. Mit der deutschen Auswahl erreichte er bei dem Turnier das Achtelfinale, in dem Deutschland gegen England ausschied.
Nach der Europameisterschaftsendrunde kam er – auch aufgrund einer Fuß- sowie später wegen einer Oberschenkelverletzung – zu lediglich drei Einsätzen und stand ansonsten oftmals nicht im Kader. So hatte er lediglich bei den WM-Qualifikationsspielen im September 2021 gegen Liechtenstein (2:0 in St. Gallen, Schweiz) und Island (4:0 in Reykjavík) sowie im September 2022 beim Nations-League-Spiel im Wembley-Stadion in London gegen England gespielt. Für den Kader für die Weltmeisterschaft 2022 in Katar wurde Gosens daher von Bundestrainer Hansi Flick – er trat nach der EM 2021 die Nachfolge von Löw an – nicht berücksichtigt. Sein Comeback gab er am 16. Juni 2023 bei der 0:1-Niederlage im Testspiel in Warschau gegen Polen. Da Deutschland der Gastgeber der EM 2024 war, brauchten sie keine Qualifikationsspiele ausspielen, sondern bestritten nur Testspiele. Als Gosens am 9. September 2023 bei der 1:4-Niederlage gegen Japan in Wolfsburg eingesetzt wurde, war er der erste deutsche A-Nationalspieler in der Vereinsgeschichte Union Berlins. Bundestrainer Hansi Flick wurde nur Tags darauf als erster Cheftrainer der deutschen A-Nationalmannschaft in der Geschichte des DFB entlassen, sein Nachfolger wurde Julian Nagelsmann. Unter ihm kam Gosens während der USA-Reise in den Partien gegen den Gastgeber (3:1 in Hartford, Connecticut) und gegen Mexiko (2:2 in Philadelphia, Pennsylvania) zum Einsatz, wobei er in beiden Spielen jeweils eine Torvorlage gab. Dennoch stand er bei der EM-Endrunde nicht im deutschen Kader.

## Titel
Vereine
- Italienischer Pokalsieger (2): 2022, 2023 (beide Inter Mailand)
- Italienischer Supercupsieger: 2022 (Inter Mailand)

Individuell
- Team des Jahres der Serie A: 2020

## Sonstiges
- Gosens ist Fan des FC Schalke 04.[49]
- Seit seiner Zeit beim FC Dordrecht und bei Heracles Almelo besitzt er neben der deutschen auch die niederländische Staatsangehörigkeit[50] und spricht fließend Niederländisch.[51] Zudem beherrscht er Italienisch.
- Gosens hatte sich nach dem Abitur für den Polizeidienst beworben,[12] gab diesen Plan aber für seine Karriere als Fußballprofi auf.
- Im Jahr 2021 veröffentlichte er seine Autobiografie mit dem Titel Träumen lohnt sich – Mein etwas anderer Weg zum Fußballprofi.[52]
- Anfang Juli 2022 gewann Gosens in der Spielshow Schlag den Star gegen Rúrik Gíslason.[53]
- Zur Fußball-Europameisterschaft 2024 war er als Experte und Co-Kommentator für MagentaTV tätig.
- Seit Ende März 2025 betreibt Gosens den Podcast Wie geht's? mit Nils Straatmann, in dem sie mit verschiedenen Personen des öffentlichen Lebens über mentale Gesundheit sprechen.